# Europäische Kulturstiftung Europamusicale
Die Europäische Kulturstiftung EUROPAMUSICALE (Eigenschreibweise) wurde am 30. Dezember 2002 in München errichtet und ist eine rechtsfähige Stiftung des bürgerlichen Rechts mit Anerkennung der Gemeinnützigkeit. Sie hat es sich als staatenübergreifende Institution zum Ziel gemacht, eine kulturelle Begegnungsebene für die Menschen Europas zu schaffen. Hierzu veranstaltet diese unter anderem in regelmäßigen Abständen das Europäische Musikfest Europamusicale. Für die Ausführung des Stiftungszwecks werden Spenden eingeworben.

## Organisation
Die Stiftungsorgane sind der Vorstand, der Stiftungsrat und das Kuratorium. Der Vorstand vertritt die Stiftung gerichtlich und außergerichtlich. Er hat die Stellung eines gesetzlichen Vertreters. Die Stiftung wird durch zwei Vorstandsmitglieder gemeinschaftlich vertreten.

### Stiftungsvorstand
Der Stiftungsvorstand ist wie folgt besetzt:
- Hansjörg Staehle (Vorsitzender)
- Kammersänger Francisco Araiza

### Stiftungsrat
Der Stiftungsrat berät, unterstützt und beaufsichtigt den Stiftungsvorstand. Zudem entscheidet er über die Verwendung der Stiftungsmittel. Er wird vom Stifter für die Dauer von jeweils fünf Jahren bestellt und ist derzeit wie folgt besetzt:
- Helmut Pauli
- Oliver Jörg
- Martin Steinmeyer

### Kuratorium
Das Kuratorium setzt sich aus Persönlichkeiten der Wirtschaft und Politik sowie namhaften Künstlern und Kulturschaffenden zusammen. Es vereint somit wirtschaftliche und künstlerische Fachkompetenz. Jedes europäische Land hat ein Anrecht auf einen Sitz und eine Stimme im Kuratorium und kann einen Vertreter benennen. Der derzeitige Vorsitzende des Stiftungskuratoriums ist Senatsrat a. D. Jörg-Ingo Weber.

### Preise
- Rising Stars Mönchengladbach[3][1]

## Veranstaltungen

### Europäische Musikfeste Europamusicale
- 1993 (München): Schirmherrschaft Jacques Delors
- 2000 „Millennium“ (Prag und Budapest): Schirmherrschaft: Walter Schwimmer, David Russell Johnston, Romano Prodi, Johannes Rau, Václav Havel und Árpád Göncz.
- 2004 „Deutschland begrüßt die EU-Beitrittsländer“ (Berlin, Leipzig, München und Wiesbaden): Schirmherrschaft Romano Prodi, Roland Koch und Georg Milbradt.
- 2007 „Wege des Nordens“ (München und Berlin): Schirmherrschaft José Manuel Barroso.
- 2009 „Musica Mediterranea“ (München): Schirmherrschaft José Manuel Barroso und Ludwig Spaenle
- 2014 „Musica Sacra 2014“ (Niederbayern und Westböhmen): Schirmherrschaft Ludwig Spaenle
- 2015 „Musica Sacra 2015“ (Niederbayern und Westböhmen): Schirmherrschaft Ludwig Spaenle

### Stiftungskonzerte
- Odeon-Konzerte in der Allerheiligen-Hofkirche der Münchner Residenz, Wiederaufnahme 2006
- Gedenkkonzert am 11. September 2002 in Krakau für die Opfer der Terroranschläge am 11. September 2001
- Gedenkkonzert am 7. April 2010 in der Papstbasilika Santa Maria Maggiore für die Erdbebenopfer von Onna (L’Aquila)
- Neujahrskonzert am 21. Januar 2013 anlässlich der EU-Ratspräsidentschaft Irlands
- Stiftungskonzert am 12. Juli 2013 anlässlich der EU-Ratspräsidentschaft Litauens
- Stiftungskonzert am 28. Februar 2014 anlässlich der EU-Ratspräsidentschaft Griechenlands
- Feindsender – Jazz in der NS-Zeit: Konzerte in München, Nürnberg und Würzburg ab November 2015
- Gedenkkonzert am 9. November 2015 anlässlich des Mauerfalls zur deutschen Einheit im Veitsdom in Prag, deutsch-tschechisches Freundschaftskonzert, Kulturaustausch Bayern-Tschechien

## Klangkörper
Im November 2015 gründete Europamusicale als neues Ensemble die Europamusicale Festival Strings. Der Stiftungsvorstand hat beschlossen, ausgewählte Kulturmaßnahmen durch dieses Projektorchester zu begleiten, das langfristig zum etablierten Klangkörper der Europäischen Musikfeste Europamusicale werden soll. Ein besonderes Augenmerk bei der Besetzung liegt auf der Förderung des musikalischen Nachwuchses. Die Europamusicale Festival Strings bestehen aus erfahrenen Musikern und Nachwuchskünstlern, die auf dem Konzertpodium gefördert werden und Erfahrungen im professionellen Ensemblespiel erlangen. Die jungen Musiker bekommen so die Möglichkeit, mit namhaften Dirigenten und Solisten zu musizieren und in renommierten Konzertsälen und führenden Festivals im In- und Ausland aufzutreten.
Das erste Konzert fand am 4. November 2015 im Prinzregententheater in München statt. Solist war der Flötist Michael Martin Kofler, die Leitung hatte Hansjörg Albrecht.